# Will e Dewitt
Brasil: Will e Dewitt / Portugal: Gil e Caco foi um desenho que era exibido no Discovery Kids no Brasil (exibida todos os dias, às 19:00) e na RTP2 em Portugal. Conta a história de um menino chamado Will, que tem um sapo de estimação, chamado Dewitt. Will vive com sua família: Pai, Mãe, Sua irmã caçula: Kate, e seu irmão mais velho: Fred. O aventureiro Will precisa de um empurrão vez ou outra. Um sapo falante, Dewitt, lhe ajuda a aprender sempre que possível. Eles buscam grandes aventuras e transformando-se em qualquer criatura, Dewitt sempre ajuda Will a alcançar seus objetivos. A série ensina a resolver problemas, promove a autoconfiança e desenvolve a imaginação. 

## Personagenshumanos
- Will: Garotinho que tem um sapo chamado Dewitt. Mora com seu pai, sua mãe, sua irmã Kate, e seu irmão Fred. Seu nome completo é William Valentyne. Seu melhor amigo é Sam.
- Kate: Irmã caçula de Will e Fred, usa uma roupa rosa. Seu nome completo é Katerine Valentyne.
- Fred: Irmão mais velho de Will e Kate, usa uma roupa azul. Seu nome completo é Alfred Valentyne.
- Pai e Mãe: Pai e mãe de Will, Kate, e Fred. A mãe usa roupa vermelha.
- Sam: Melhor amigo de Will, ele e Will adoram o gibi do Menino-sapo, Sam usa uma camisa preta e em cima uma camisa bege.
- Trícia: Menina na escola de Will, de cabelo cacheado com camisa rosa.

## Outros personagens
- Dewitt: Sapinho de Will, que pode se transformar em várias coisas, e especialista em várias profissões.
- Wince: Guaxinim azul e amarelo
- Sipper: Ratinha marrom
- Shelly: Tartaruga Azul Piscina
- Bucley, Brock, e Brent: Trio de sapos roxos que tocam música